# Xiphosembia amapae
Xiphosembia amapae är en insektsart som beskrevs av Ross 2001. Xiphosembia amapae ingår i släktet Xiphosembia och familjen Archembiidae. Inga underarter finns listade i Catalogue of Life.